# Podabrus nakanei
Podabrus nakanei es una especie de coleóptero de la familia Cantharidae.

## Distribución geográfica
Habita en Japón.